# نظام اجتماعی
نظام اجتماعی، در جامعه‌شناسی به الگوی شبکه‌ای از روابط اطلاق می‌شود، که در یک مجموعه منسجم میان افراد، گروه‌ها و نهادها وجود دارد. نمونه‌هایی از نظام‌های اجتماعی شامل هسته‌های مرکزی خانواده‌ها، جوامع، شهرها، ملت‌ها، دانشگاه‌ها، شرکت‌ها و صنایع می‌باشد. سازماندهی و تعریف گروه‌ها در یک سیستم اجتماعی به ویژگی‌های مشترکی همچون موقعیت، وضعیت اجتماعی و اقتصادی، نژاد، مذهب یا عملکرد اجتماعی اعضای آن بستگی دارد.
تالکوت پارسونز نخستین فردی بود که تئوری سیستماتیک نظام‌های اجتماعی را تدوین کرد.